# Submergence
Submergence és una pel·lícula estatunidenco-germano- pel·lícula franco-espanyola dirigida per Wim Wenders, estrenada l'any 2017.

## Argument
En una habitació sense finestres, a la costa oriental d'Àfrica, un anglès, James More, és retingut presoner per combatents gihadistes. A milers de quilòmetres d'allà, en el Mar de Groenlàndia, Danielle Flinders es prepara per submergir-se en un submarí. Cadascun en el seu confinament, celebren el Nadal precedent, una trobada fortuïta en una platja a França els ha permès viure un idil·li intens.

## Repartiment
- James McAvoy: James Moore
- Alicia Vikander: Danielle Flinders
- Alexander Siddig: Dr. Shadid
- Celyn Jones: Thumbs
- Reda Kateb: Saif
- Mohamed Hakeem: Yusef M-Al-Afghani
- Julien Bouanich: Jonas
- Loïc Corbery: Étienne
- Thibaut Evrard: René
- Harvey Friedman: Bob
- Jess Liaudin: Marcel
- Alex Hafner: M. Bellhop
- Audrey Quoturi: Annie
- Godehard Giese: Wolfgang
- Clémentine Baert: Beatrice
- Florent Paumier: Criat

## Crítica
- "Hi ha moments en els quals la pel·lícula és capaç d'absorbir-nos (...) L'estil de Wenders (...) ja no connecta amb els ritmes de l'època en la qual treballa"[2]
- "Drama romàntic de colpidora tristesa on aquells àngels Wenders d'abans en una Europa que mutava estan aquí ja absents d'un món en autodestrucció. (…) Puntuació: ★★★ (sobre 5)"[3]
- Submergence sembla una barreja maldestra, una adaptació confusa feta per gent que sembla no saber amb seguretat el que té entre mans (…) Puntuació: ★★ (sobre 5)"[4]

## Premis i nominacions
- 2017ː nominació al Festival Internacional de Cinema de Sant Sebastià: millor film per a Wim Wenders[5]